# Koninklijke Victoriaanse Keten (Verenigd Koninkrijk)

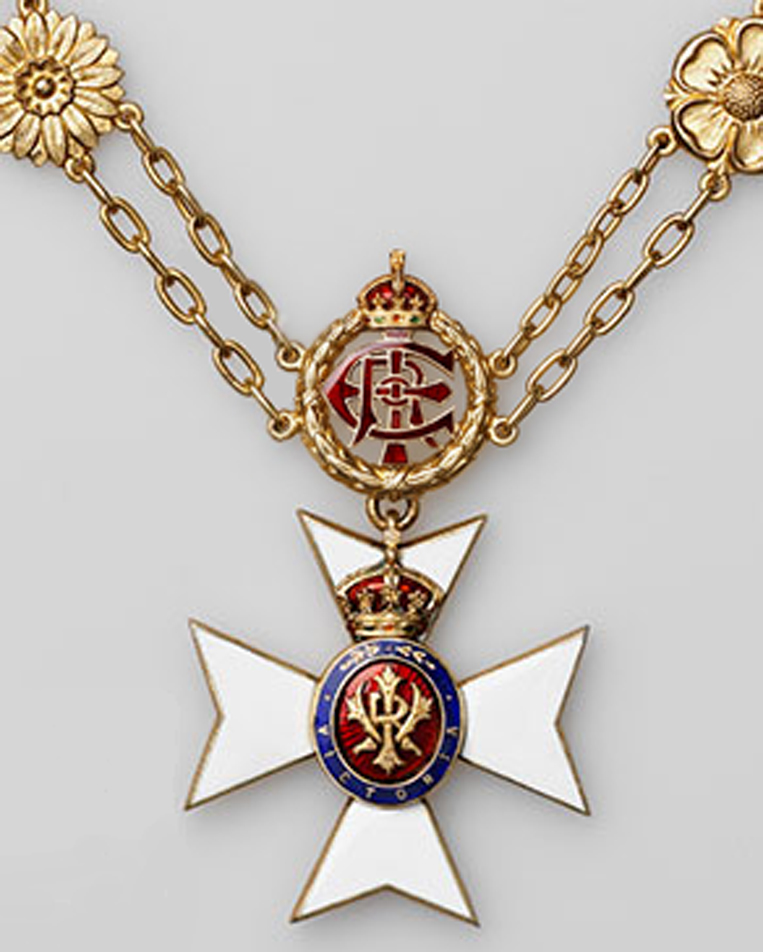
Koninklijke Victoriaanse Keten

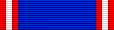
Lint van de Koninklijke Victoriaanse Keten

De in 1902 door koning Eduard VII ingestelde Koninklijke Victoriaanse Keten (Engels: Royal Victorian Chain) is een onderscheiding, en geen deel van een ridderorde zoals de Huisorde van de Britse koningen, de Koninklijke Orde van Victoria. Dat leidt tot verwarring omdat het kleinood sterk op dat van de huisorde lijkt. Het verschil is dat het kleinood aan de keten met briljanten is ingelegd. De keten is een particuliere onderscheiding, en formeel hebben de premiers van de landen waar Charles III koning is geen invloed op de verlening van deze keten. De keten geeft geen recht op een titel, letters achter de naam of protocollaire voorrechten, het is enkel een teken van koninklijke hoogachting. De keten moet na de dood van de drager aan de monarch worden teruggezonden.

## Dragers
In de eerste jaren na de stichting droegen de zonen en kleinzonen de keten steeds samen met hun andere onderscheidingen. De keten leek de Britse Hohenzollernkette te worden. De prinsen uit dat huis droegen immers allen een speciale keten. In de loop van de 20e eeuw veranderde het decoratiebeleid en het gebruik van de keten. Zij werd vooral toegekend aan buitenlandse vorsten en vertrouwde hovelingen; Anthonie Samson noemt de lijfarts.
In 2005 waren er twaalf dragers in leven: de graaf van Airly (voormalig grootmeester van de huishouding) en oud-aartsbisschop Carey die de koningin bijstonden in haar "annus horribilis" (het rampjaar waarin de prins van Wales scheidde en een deel van het kasteel van Windsor afbrandde), Rama IX van Thailand, koningin Beatrix der Nederlanden, koning Harald V van Noorwegen, de vroegere Portugese president António Ramalho Eanes en zijn Duitse evenknie Richard von Weizsäcker.
Omdat er constitutionele bezwaren bestaan tegen het verlenen van onderscheidingen waaraan adeldom is verbonden, is de keten de hoogste decoratie van Canada. Twee gouverneurs-generaal, Vincent Massey en Roland Michener dragen de Koninklijke Victoriaanse Keten omdat zij niet in aanmerking komen voor de Orde van de Kousenband.

## Uitvoering
De keten is van goud en heeft twaalf, door gouden kettinkjes verbonden, schakels. De schakels stellen een roos, een lotusbloem, een klaverblad en een distel voor; symbolen van Engeland, India, Ierland en  Schotland. Boven het kruis bevindt zich een grotere centrale schakel in de vorm van een gekroond medaillon met het rode monogram "ERI" (Edwardus Rex Imperator) dat met een gouden lauwerkrans omgeven.
Aan de keten hangt een met briljanten ingezet kruis dat, afgezien van de briljanten in monogram en kroon, gelijk is aan dat van de Koninklijke Orde van Victoria.
Dames dragen in plaats van een keten een tot een strik opgemaakt lint van de Koninklijke Orde van Victoria waarop de vier met kettingen verbonden schakels zijn vastgelegd. Bij de centrale schakel ontbreekt de lauwerkrans, maar het kruis ontbreekt niet. Prinses Margaret brak met deze traditie door de laatste jaren van haar leven een keten te dragen.